# 500 miles d'Indianapolis 1998

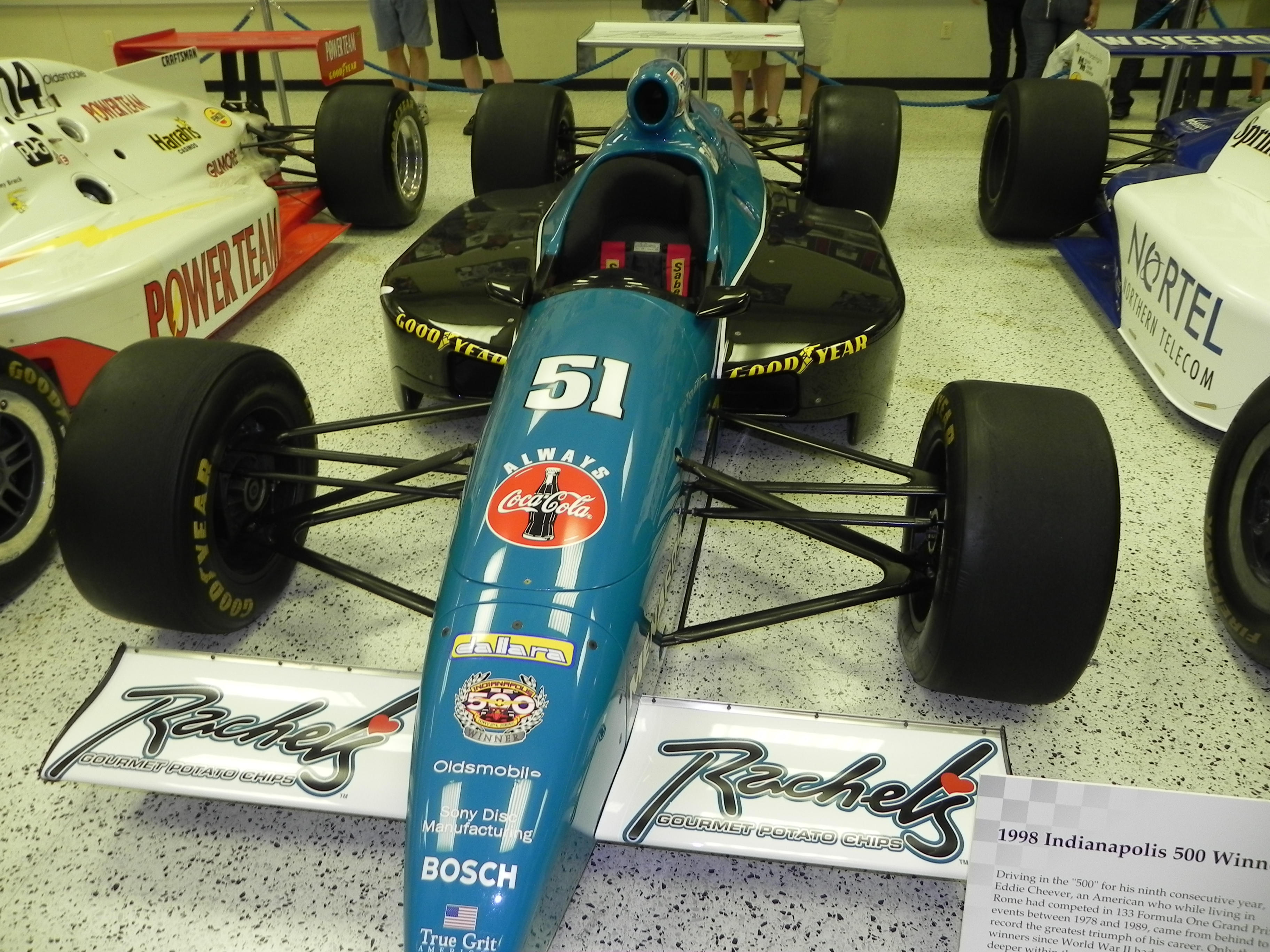
La Dallara-Aurora d'Eddie Cheever, victorieuse de l'édition 1998 des 500 miles d'Indianapolis.

Les 500 miles d'Indianapolis 1998, disputés le 24 mai 1998 sur l'Indianapolis Motor Speedway, ont été remportés par le pilote américain Eddie Cheever sur une Dallara-Aurora.

## Grille de départ
| Ligne | Intérieur        | Milieu         | Extérieur        |
| 1     | Billy Boat       | Greg Ray       | Kenny Brack      |
| 2     | Tony Stewart     | Robbie Buhl    | Sam Schmidt      |
| 3     | Scott Sharp      | Davey Hamilton | Roberto Guerrero |
| 4     | Scott Goodyear   | Buddy Lazier   | Mark Dismore     |
| 5     | J. J. Yeley      | Marco Greco    | Jack Miller      |
| 6     | John Paul Jr.    | Eddie Cheever  | Buzz Calkins     |
| 7     | Andy Michner     | Jim Guthrie    | Robby Unser      |
| 8     | Jack Hewitt      | Steve Knapp    | Donnie Beechler  |
| 9     | Johnny Unser     | Jimmy Kite     | Jeff Ward        |
| 10    | Arie Luyendyk    | Stan Wattles   | Raul Boesel      |
| 11    | Stéphan Grégoire | Mike Groff     | Billy Roe        |

La pole a été réalisée par Billy Boat à la moyenne de 359,693 km/h. Il s'agit également du chrono le plus rapide des qualifications.

## Classement final
| no | Pilote              | Voiture              | Tours | Temps/Abandon     |
| 1  | Eddie Cheever       | Dallara-Aurora       | 200   |                   |
| 2  | Buddy Lazier        | Dallara-Aurora       | 200   |                   |
| 3  | Steve Knapp (R)     | G-Force-Aurora       | 200   |                   |
| 4  | Davey Hamilton      | G-Force-Aurora       | 199   |                   |
| 5  | Robby Unser (R)     | Dallara-Aurora       | 198   |                   |
| 6  | Kenny Brack         | Dallara-Aurora       | 198   |                   |
| 7  | John Paul Jr.       | Dallara-Aurora       | 197   |                   |
| 8  | Andy Michner (R)    | Dallara-Aurora       | 197   |                   |
| 9  | J. J. Yeley (R)     | Dallara-Aurora       | 197   |                   |
| 10 | Buzz Calkins        | G-Force-Aurora       | 195   |                   |
| 11 | Jimmy Kite (R)      | Dallara-Aurora       | 195   |                   |
| 12 | Jack Hewitt (R)     | G-Force-Aurora       | 195   |                   |
| 13 | Jeff Ward           | G-Force-Aurora       | 194   |                   |
| 14 | Marco Greco         | G-Force-Aurora       | 183   | moteur            |
| 15 | Mike Groff          | G-Force-Aurora       | 183   |                   |
| 16 | Scott Sharp         | Dallara-Aurora       | 181   | boite de vitesses |
| 17 | Stéphan Grégoire    | G-Force-Aurora       | 172   |                   |
| 18 | Greg Ray            | Dallara-Aurora       | 167   | boite de vitesses |
| 19 | Raul Boesel         | G-Force-Infiniti     | 164   |                   |
| 20 | Arie Luyendyk       | G-Force-Aurora       | 151   | boite de vitesses |
| 21 | Jack Miller         | Dallara-Infiniti     | 128   |                   |
| 22 | Roberto Guerrero    | Dallara-Aurora       | 125   |                   |
| 23 | Billy Boat          | Dallara-Aurora       | 111   | direction         |
| 24 | Scott Goodyear      | G-Force-Aurora       | 100   | embrayage         |
| 25 | Johnny Unser        | Dallara-Aurora       | 98    | moteur            |
| 26 | Sam Schmidt         | Dallara-Aurora       | 48    | accident          |
| 27 | Mark Dismore        | Dallara-Aurora       | 48    | accident          |
| 28 | Stan Wattles (R)    | Riley & Scott-Aurora | 48    | accident          |
| 29 | Jim Guthrie         | G-Force-Aurora       | 48    | accident          |
| 30 | Billy Roe           | Dallara-Aurora       | 48    | accident          |
| 31 | Robbie Buhl         | Dallara-Aurora       | 44    | moteur            |
| 32 | Donnie Beechler (R) | G-Force-Aurora       | 34    | moteur            |
| 33 | Tony Stewart        | Dallara-Aurora       | 22    | moteur            |

Un (R) indique que le pilote était éligible au trophée du "Rookie of the Year" (meilleur débutant de l'année), attribué à Steve Knapp.

## Sources
- (en) Résultats complets sur le site officiel de l'Indy 500